# Бежанов, Керим Дагулович
Керим Дагулович Бежанов (21 ноября 1911, Кумско-Лоовский, Кубанская область — 8 мая 1998, Красновосточный, Карачаево-Черкесская Республика) — командир расчёта 82-мм миномета 825-го стрелкового полка старший сержант — на момент последнего представления к награждению орденом Славы. Один из полных кавалеров ордена Славы, награждённых в годы войны четырьмя орденами Славы.

## Биография
Родился 21 ноября 1911 года в ауле Кумско-Лоовский Баталпашинского отдела Кубанской области Кубанского казачьего войска, село Красный Восток Малокарачаевского района Карачаево-Черкесской Республики, в крестьянской семье. Абазин. В 1933 году окончил школу-семилетку в родном селе. В том же году начал трудовую деятельность начал в колхозе имени Ворошилова. В 1937 году окончил ветеринарно-фельдшерские курсы при Нижне-Архызской школе. Работал ветеринарным фельдшером, затем заведующим ветеринарного пункта в совхозе «Красновосточный».
В 1942 году был призван в Красную Армию Малокарачаевским райвоенкоматом. Был направлен в запасной полк, получил специальность минометчика. Боевое крещение получил в боях под Сталинградом в составе 233-го гвардейского стрелкового полка 81-й гвардейской стрелковой дивизии. Был ранен, награждён медалью «За боевые заслуги».
После лечения вернулся в свою часть, которая была переброшена на южный выступ Орловско-Курской дуги. Вновь отличился в сражении на Курской дуге. 7 июля 1943 года в боях под городом Белгород, отражая контратаки противника, гвардии сержант Бежанов огнём из миномета уничтожил до 70 противников. 9 июля, когда погиб командир взвода, взяв командование на себя и соединившись с подразделением пехотинцев, вывел взвод из окружения. За эти бои был награждён орденом Красной Звезды.
К весне 1944 года воевал в составе 825-го стрелкового полка 302-й стрелковой дивизии. В составе этой части прошел до конца войны. Воевал на 4-м и 1-м Украинских фронтах. В 1944 году вступил в ВКП/КПСС. В боях за город Тернополь с 31 марта по 6 апреля 1944 года расчет сержанта Бежанова вывел из строя 2 огневые точки и истребил около 10 противников. За эти бои сержант Бежанов награждён медалью «За отвагу».
14 июля — 27 июля 1944 годах в районе города Львов, расчет сержанта Бежанова огнём из миномета подавил 16 огневых точек, истребил свыше 50 вражеских солдат и офицеров, участвовал в отражении 8 контратак противника. При ликвидации окруженной группировки его расчет пленил 22 фашистов. Был представлен к награждению орденом Отечественной войны 1-й степени.
Приказом по частям 302-й стрелковой дивизии от 19 августа 1944 года сержант Бежанов Керим Дагулович награждён орденом Славы 3-й степени.
3 февраля 1945 года в бою за станцию Сумин старший сержант Бежанов, отражая контратаки противника, умело вел огонь. Расчет подавил 3 пулемета и поразил до взвода вражеской пехоты. За этот бой 4 марта командиром полка был представлен к награждению орденом Славы 2-й степени, командир дивизии подписал наградной лист только 12 апреля, но к тому времени минометчик Бежанов вновь отличился.
20-24 марта 1945 года в боях за город Леобщютц старший сержант Бежанов, кочуя с минометом на открытых позициях, отразил 7 контратак противника, уничтожил до 12 противников и 6 огневых точек. 23 марта в боях за город его расчет уничтожил до взвода противников, беглым огнём лишил противника организованного сопротивления, не давая ему закрепляться на рубежах. Уже после окончания боев, 15 мая командиром полка был представлен к награждению орденом Отечественной войны 1-й степени.
Приказом по войскам 60-й армии от 30 апреля 1945 года старший сержант Бежанов Керим Дагулович награждён орденом Славы 2-й степени.
8 мая 1945 года в бою за город Оломоуц старший сержант Бежанов, пренебрегая опасностью, выдвинулся со своим расчетом вперед и уничтожил вражеский пулемет, препятствовавший продвижению наших войск. 17 мая командиром полка был представлен к награждению орденом Отечественной войн 2-й степени, так как в наградном листе не было отметки о награждении орденом Славы 2-й степени в штабе 60-й армии поменяли статус награды.
Приказами по войскам 60-й армии от 28 мая и 30 мая 1945 года старший сержант Бежанов Керим Дагулович награждён ещё двумя орденом Славы 2-й степени. По приказу от 28 мая орден остался не врученным.
В 1945 году, вскоре после победы, был демобилизован. Вернулся на родину, к мирной профессии. Заведовал ветеринарным участком в своем селе.
Указом Президиума Верховного Совета СССР от 27 февраля 1958 года приказ от 28 мая 1945 года был отменен, Бежанов Керим Дагулович награждён орденом Славы 1-й степени. Стал полным кавалером ордена Славы.
В 1964—1969 годах работал председателем Красновосточного сельского Совета. Затем, до выхода не пенсию продолжал работать в местном ветеринарном участке.
Жил в селе Красный Восток Малочеркасского района Карачаево-Черкесской республики. Скончался 8 мая 1998 года.
Награждён орденами Отечественной войны 1-й степени, Красной Звезды, Славы 1-й степени, двумя орденами 2-й степени, орденом Славы 3-й степени, медалями, в том числе «За отвагу» и «За боевые заслуги».

## Боевые подвиги
- 13 ноября 1942 года в наступательном бою за хутор Чепурники огнём своего миномета уничтожил пулеметную точку противника и 13 солдат.
- 7 июля 1943 года в районе разъезда Крейда Белгородского района неоднократно отражал яростные атаки противника, лично огнём своего миномета уничтожил до 70 солдат и офицеров противника. 9 июля вышел из окружения под ураганным огнём противника.
- В боях за город Тарнополь с 31.03.33 г. по 6.04.44 г. расчет Бежанова во время штурма одного дома уничтожил 7 фашистов и вывел из строя 2 огневые точки противника, мешавших продвижению подразделения.
- В наступательных боях 14 — 27 июля 1944 г. в районе г. Львов огнём из миномета подавил 16 огневых точек, истребил свыше 30 вражеских солдат и офицеров, участвовал в отражении 8 контратак противника. При ликвидации окруженной группировки его расчет пленил 11 фашистов.
- В бою за железнодорожную станцию Сумин 3 февраля 1945 года противник предпринимал многочисленные контратаки. Бежанов, отражая третью контратаку противника, умело сосредоточил огонь по врагу. В результате чего расчет вывел из строя и частью уничтожил до взвода пехоты и подавил 3 огневых точки противника. Противник отступил, имея большие потери в живой силе и технике.
- В боях за крупный оборонный пункт немцев город Леобшютц с 20 по 24 марта 1945 года Бежанов, кочуя с минометом на открытых позициях, выявлял и уничтожал огневые средства противника. На подступах к городу, отразив 7 яростных контратак врага, минометный расчет Бежанова нанес противнику потери 12 солдат убитыми и подавил 6 огневых точек. 23 марта 1945 года, когда бои завязались непосредственно за город, минометный расчет вывел из строя до взвода пехоты противника, а также беглым огнём миномета лишил противника организованного сопротивления, не давая ему закрепляться на промежуточных рубежах. Город был взят. Противник понес большие потери.
- В бою за город Гохштадт 8.05.45 года противник пытался ценою больших потерь удержать город. Станковый пулемет противника не давал возможности нашим автомашинам продвигаться по шоссейной дороге. Бежанов, пренебрегая опасностью, выдвигается со своим расчетом и уничтожает станковый пулемет немцев. Наша пехота на машинах врывается в город.